# フィン・ツグウェル
フィン・ツグウェル（Finn Tugwell、1976年3月18日 - ）は、デンマークの卓球選手。2008年12月時点での世界ランキングは91位。

## 略歴
アテネオリンピックではメイスとのペアで、ロシアのマズノフとスミルノフのペアを破り銅メダルを獲得した。
世界選手権には1993年のイェテボリ大会に17歳で出場したのを皮切りに、1997年のマンチェスター大会、1999年アイントホーフェン大会、2000年クアラルンプール大会、2001年大阪大会、2003年パリ大会、2004年ドーハ大会、2005年上海大会、2006年ブレーメン大会、2007年ザグレブ大会、2008年広州大会に出場している。

## プレースタイル
小振りなスイングからの前陣両ハンドカウンターを得意とするヨーロッパでは珍しいスタイルの選手。
前陣での両ハンド攻撃はミスが多くなりやすいというリスクがあるため、時に格下の選手にあっさりと敗れることもあれば、強豪相手に接戦を展開することもあるという不安定な一面も併せ持つ。

## 主な戦績
- 2004年
  - アテネオリンピック 男子ダブルス銅メダル（マイケル・メイスと）
- 2005年
  - ヨーロッパ選手権オーフス大会 男子団体優勝